# پنیالولن
پنیالولن (به اسپانیایی: Peñalolén) یک شهرستان در شیلی است که در استان سانتیاگو واقع شده‌است. پنیالولن ۵۴٫۲ کیلومترمربع مساحت و ۲۱۶٬۰۶۰ نفر جمعیت دارد.